# Place de la Pucelle
La place de la Pucelle est une voie publique de la commune française de Rouen.

## Situation et accès
Elle est située au sud de la place du Vieux-Marché.
La place dispose d'un parking souterrain de 440 stationnements payants.
Rues adjacentes
- Place du Vieux-Marché
- Place du Pasteur-Martin-Luther-King
- Rue de la Vicomté

## Origine du nom
Le nom de la rue fait référence à la Pucelle d'Orléans, surnom donné à Jeanne d'Arc brûlée vive place du Vieux-Marché.

## Historique
Lors des travaux de construction du parking souterrain en 1994, une fontaine gallo-romaine du IIIe siècle a été découverte. Démontée, elle a pris place au rez-de-chaussée du siège de la Direction régionale Enedis Normandie au no 9 de la place.
Une fontaine est construite vers 1530. Endommagée par les calvinistes en 1562, elle est détruite en 1754. Une nouvelle fontaine est construite en 1754 et 1755 par Alexandre Dubois avec une statue de Jeanne d'Arc du sculpteur Paul-Ambroise Slodtz. Elle est détruite le 2 juin 1944 lors des bombardements de la semaine rouge.
En 1970, un parking en hauteur de 350 places y est construit.
Chaque année se tient sur la place un marché africain, dont la 20e édition s'est déroulée en 2015.

## Bâtiments remarquables et lieux de mémoire
- L'essayiste Edmond Spalikowski (1874-1951) y est né.
- Hôtel de Bourgtheroulde.
- L'écrivain Gabriel Benoist a habité au no 2 dans les années 1930.
- Siège de la Direction régionale d’Enedis Normandie.